# غايلورد كارتر
غايلورد كارتر (بالإنجليزية: Gaylord Carter)‏ هو ملحن أمريكي، ولد في 3 أغسطس 1905، وتوفي في 20 نوفمبر 2000.

## وصلات خارجية
- غايلورد كارتر على موقع IMDb (الإنجليزية)
- غايلورد كارتر على موقع ميوزك برينز (الإنجليزية)
- غايلورد كارتر على موقع ديسكوغز (الإنجليزية)
- غايلورد كارتر على موقع قاعدة بيانات الفيلم (الإنجليزية)